# Попутник 2
Попутник 2 (англ. The Hitcher II: I've Been Waiting), — американський фільм жахів 2003 року сиквел культового фільму 1986. Режисер Луїс Морно.

## Сюжет
Поліцейський Джим Холсі та його кохана Меггі поїхали до давнього друга — офіцера Естериджа. У дорозі вони врятували невідомого попутника. Але вони не розуміли, що їхній Попутник — це маніяк-убивця. Тепер Джим повинен врятувати себе та Меггі, як багато років тому.